# Intramolecular

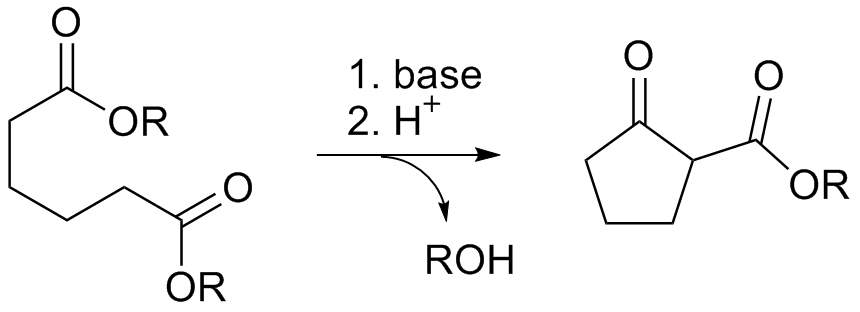
Ilustração da ocorrência de condensação de Dieckmann, um exemplo clássico de ocorrência intramolecular. Nesta ocorrência, dois ácidos carboxílicos em um mesmo composto se condensam, formando um anel de lactona. A imagem ajuda a visualizar o processo em que ocorre a formação de um ciclo de seis membros, um mecanismo importante no estudo das reações intramoleculares em química orgânica.

Intramolecular é um processo ou característica limitada ao interior da estrutura de uma única molécula; uma propriedade ou fenônemo limitado à extensão de uma só molécula.

## Exemplos
- transferência de hidreto intramolecular (transferência de um íon hidreto desde uma parte da molécula a outra dentro da mesma).
- ligação de hidrogênio intramolecular (uma ligação de hidrogênio formada entre dois grupos funcionais dentro da mesma molécula).

Nas reações orgânicas intramoleculares, os centros de reação estão contidos dentro da mesma molécula. Isto cria uma situação muito favorável para que se produza a reação, e por conseguinte as vezes podem suceder reações intramoleculares que por outro lado não se produziriam como uma reação intermolecular entre dois compostos.
Outros exemplos de reações orgânicas intramoleculares são a condensação de Dieckmann, o rearranjo de Smiles e a síntese de Madelung.